# 池透暢
池 透暢（いけ ゆきのぶ、1980年7月21日 - ）は、日本の車いすラグビー選手。ポジション・クラスは3.0。高知県高知市出身。
日興アセットマネジメント株式会社/高知Freedom所属。2014年から車いすラグビー日本代表キャプテンを務める。パリパラリンピック金メダリスト、リオ大会・東京大会の銅メダリスト。

## 来歴
高知市立南海中学校、高知県立高知南高等学校を卒業。
19歳の時に友人を含めて5人が乗った車で交通事故に遭い、3人が死亡した。池は一命は取り止めるものの左足切断、左腕の自由も利かなくなり、全身の75%の熱傷を負う。熱傷治療のため、背中や頭部の皮膚を移植するなど、手術は2年半で約40回にも及んだ。
南海中学時代にはバスケットボールをしていたことから、入院中に車いすバスケットボールを紹介される。左腕に障害が残っていたことから、車いすツインバスケットボールから始め、地方選抜、日本代表候補にも選ばれるが、2012年のロンドンパラリンピック日本代表からは落選となった。
ロンドンパラリンピックでメダル争いをしていた車いすラグビー日本代表（結果は4位）を見て、車いすバスケットボール選手の自分を応援してくれた人たちに「申し訳ない」という思いを抱えつつも、車いすラグビーに転向する。車いすバスケットボールで鍛えた車いすの操作技術と右腕から放つ正確なロングパスで頭角を現し、2013年日本代表強化指定選手に選出される。
2014年、ウィルチェアーラグビー日本代表のキャプテンに任命される。
2015年、アジアオセアニアチャンピオンシップで史上初の優勝。
2016年リオパラリンピック競技大会で史上初の銅メダルを獲得。
2018年、2018ジャパンパラウィルチェアーラグビー競技大会で優勝。同年8月にシドニーで行われたウィルチェアーラグビー世界選手権（GIO 2018 IWRF Wheelchair Rugby World Championship）では、決勝戦で世界ランキング1位のオーストラリアに勝利し（日本は同4位）、初優勝。
2020年東京パラリンピック競技大会でも銅メダルを獲得。
2024年、パリパラリンピックに出場し、全戦全勝で日本初の金メダルを獲得。同年、紫綬褒章受章。

## 主な成績
- 2013年 ウィルチェアーラグビーチャレンジ（デンマーク） 5位
- 2013年 アジアオセアニアチャンピオンシップ（南アフリカ）準優勝
- 2014年 世界選手権（デンマーク） 4位
- 2015年 アジアオセアニアチャンピオンシップ（千葉） 優勝
- 2016年 リオデジャネイロパラリンピック 銅メダル
- 2017年 IWRFアジアオセアニアチャンピオンシップ（ニュージーランド）準優勝
- 2018年 2018ジャパンパラウィルチェアーラグビー競技大会 優勝
- 2018年 IWRFウィルチェアーラグビー世界選手権 優勝[14]
- 2021年 2020年東京パラリンピック 銅メダル
- 2024年 2024年パリパラリンピック 金メダル